# Mallochianamyia gallina
Mallochianamyia gallina är en tvåvingeart som beskrevs av Wheeler 2000. Mallochianamyia gallina ingår i släktet Mallochianamyia och familjen markflugor. Inga underarter finns listade i Catalogue of Life.